# Yoshiki Kuramoto
Yoshiki Kuramoto (1940) és un físic japonès del grup de la Dinàmica No Lineal de la Universitat de Kyoto, conegut per haver formulat el model de Kuramoto i també és conegut per l'equació de Kuramoto–Sivashinsky. També és el descobridor dels anomenats estats de quimera de xarxes d'oscil·ladors acoblats.
Kuramoto s'especialitzà en dinàmica no lineal (també coneguda com a ciència no lineal) i en mecànica estadística no equilibrada. Notablement, ha treballat en la dinàmica de xarxes creada per oscil·ladors de cicle límit. Entre els seus èxits es troba la derivació de l'equació de Kuramoto-Sivashinsky, que descriu la inestabilitat de fase dels camps oscil·lants. Aquest fet es considera el primer exemple de caos espaciotemporal. Un altre assoliment és la seva proposta d'un model solucionable per a les poblacions d'oscil·ladors, ara conegut com el model de Kuramoto. Altres èxits inclouen derivar la complexa equació de Ginzburg-Landau en sistemes de difusió de reacció i estudiar el fenomen d'arrossegament en sistemes oscil·ladors acoblats.